# سکو کیتا سوزا
سکو کیتا سوزا (انگلیسی: Sekou Keita Souza؛ زادهٔ ۱۲ دسامبر ۱۹۹۴) بازیکن فوتبال اهل گینه است.
از باشگاه‌هایی که در آن بازی کرده است می‌توان به باشگاه فوتبال استاد لاوالوا، باشگاه فوتبال اتلتیکو مادرید، و باشگاه فوتبال اتلتیکو مادرید بی اشاره کرد.
وی همچنین در تیم ملی فوتبال گینه بازی کرده است.